# پرویز زیدوند
پرویز زیدوند (زادهٔ ۱۳۵۹ در اندیمشک) کشتی‌گیر فرنگی‌کار ایرانی است. وی مدال برنز بازی‌های آسیایی ۲۰۰۲ بوسان و دو مدال طلا و یک نقرهٔ قهرمانی آسیا را به دست آورده‌است.
مقام ششم قهرمانی جهان ۲۰۰۱، مقام هفتم قهرمانی جهان ۱۹۹۹ و مقام شانزدهم قهرمانی جهان ۲۰۰۳ در وزن ۶۹ کیلو و مقام هفتم بازی‌های آسیایی ۱۹۹۸ بانکوک در وزن ۶۳ کیلو از دیگر عناوین اوست. زیدوند در دو المپیک ِ ۲۰۰۰ سیدنی (۶۹ کیلو) و ۲۰۰۴ آتن (۶۶ کیلو) هم حضور داشت که به موفقیتی نرسید. او در المپیک آتن کاناتبک بگالیف از قرقیزستان(این کشتی‌گیر قرقیزستانی دو سال بعد در رقابت‌های جهانی ۲۰۰۶ گوانگژو به مدال نقره جهان رسید) و حریفی از اسپانیا را شکست داد، اما در یک رقابت نزدیک ۹ دقیقه‌ای از فرید منصوروف آذربایجانی که در پایان همین رقابت‌ها به مدال طلا دست پیدا کرد، که در پایان قهرمان مسابقات شد، ۲-۱ شکست خورد.